# 40 Эридана
40 Эрида́на или Омикрон² Эридана — близкая к Земле тройная звёздная система в созвездии Эридана. Находится на расстоянии 16,45 световых лет (5,04 пк) от Солнца.
В 1783 году Вильям Гершель впервые разрешил пару 40 Эридана BC по отдельности. Затем пару наблюдали Вильям Струве в 1825 году и Отто Струве в 1851 году.

## Характеристики

### 40 Эридана A
Ярчайший компонент системы 40 Эридана A — оранжевый карлик спектрального класса K1V, виден невооружённым глазом. Металличность звезды [Fe/H] равна −0,19, что составляет 65 % металличности Солнца. Возраст — 5,6 млрд лет.
Звезда 40 Эридана A имеет традиционное название — Кеид.

#### 40 Эридана A b
В 2017 году на конференции по экстремально точным измерениям лучевых скоростей в Пенсильвании Матиас Диас (Matías Díaz) из университета Чили указал на наличие у 40 Эридана A сигнала с периодом около 42,37 дня, который может быть вызван влиянием планеты массой 8 масс Земли с большой полуосью орбиты 0,21 а.е. Не исключено, что периодические колебания связаны со звёздной активностью оранжевого карлика, период вращения которого вокруг оси оценивается в 38 суток, что достаточно близко к наблюдаемому периоду колебаний.
По расчётам учёных из Флоридского университета суперземля 40 Эридана A b массой 8,47 ± 0,47 массы Земли находится ближе к материнской звезде, чем зона обитаемости. Планета имеет температурный режим Меркурия.
Планета обращается вокруг материнской звезды за 42,38 ± 0,01 дня, эксцентриситет орбиты — 0,04 +0,05/−0,03.

### 40 Эридана BC
Пара 40 Эридана BC обращается вокруг главной звезды системы 40 Эридана А за 8 тыс. лет на расстоянии 400 астрономических единиц.

#### 40 Эридана B
40 Эридана B — белый карлик, что было определено в 1910 году. Является третьим открытым белым карликом после Сириуса B и Проциона B и первым белым карликом, обнаруженным в тройной звёздной системе. Звёздная величина +9,52m. Хотя температура на его поверхности достигает 17 000 °C, светимость оказалась очень слабой, так как звезда в поперечнике меньше Земли (0,0136 ± 0,00024 радиуса Солнца). Масса белого карлика — 0,501 ± 0,011 массы Солнца. Массу и радиус 40 Эридана B учёные переопределили после измерения расстояния до неё с помощью спутника Hipparcos.

#### 40 Эридана C
40 Эридана C — красный карлик спектрального класса M4,5 Ve массой 0,2 массы Солнца и радиусом 0,31 радиуса Солнца. Принадлежит к классу вспыхивающих звёзд и имеет обозначение DY Эридана. Период обращения 40 Eridani C вокруг белого карлика составляет 252,1 года, большая полуось орбиты — около 35 а.е., наклонение (i) — 108,9°, эксцентриситет (e) — 0,41.

## Планетная система
В 2018 году была обнаружена планета с минимальной массой 8,47 ± 0,47 масс Земли, вращающаяся вокруг оранжевого карлика 40 Эридана A. Планета имеет орбиту 42 дня и находится в значительной степени за внутренней границей зоны обитаемости, получая в 9 раз больше звёздного потока, чем Земля. Диск оранжевой звезды 40 Эридана A на небе планеты 40 Эридана A b примерно втрое больше, чем диск Солнца на небе Земли. Белый карлик 40 Эридана В и красный карлик 40 Эридана С на небе суперземли 40 Эридана A b видны как две очень яркие звезды: белая (−7,6m) и красная (−6m).

## Ближайшее окружение звезды
Следующие звёздные системы находятся на расстоянии в пределах 10 световых лет от 40 Эридана:
| Звезда                                 | Спектральный класс | Расстояние, св. лет |
| LP 656-38                              | M3,5 V             | 3,8                 |
| BD-03 1123                             | M1,5 V             | 6,2                 |
| ε Эридана                              | K2 V               | 6,4                 |
| LTT 17897                              | M4 V               | 8,1                 |
| LP 944-020                             | M9                 | 8,2                 |
| Звезда Тигардена                       | M6,5 V             | 8,7                 |
| Luyten 730-18 AB                       | M3 V / M3 V-VI     | 8,9                 |
| G 99-44 (Gliese 223.2 или WD 0552-041) | DZ9                | 9,1                 |
| Росс 614 AB                            | M4,5 Ve / M8 V     | 9,1                 |
| Росс 47                                | M4 V               | 9,3                 |
| Глизе 229                              | M1 Ve              | 9,8                 |

## Художественная литература
- Во вселенной «Звёздного пути» система 40 Эридана A является предполагаемым местоположением планеты Вулкан, дома расы вулканцев. Хотя ни в одном из телевизионных сериалов или кинофильмов место, где находится Вулкан, не называется, и книга «Star Trek: Star Charts»[34] и Джин Родденберри[35] указывают на эту систему. Кроме того, заявление коммандера Такера в сериале «Звёздный путь: Энтерпрайз», что Вулкан находится в 16 световых годах от Земли, подтверждает эту точку зрения, так как расстояние от Солнца до 40 Эридана A составляет 16,45 световых лет.
- В романе Владимира Савченко «За перевалом» рассказывается, что Пятая звёздная экспедиция обнаружила астероидный пояс из антивещества в системе белого карлика тройной звезды Омега Эридана (так в тексте). Видимо, имеется в виду 40 Эридана B.
- Последние главы романа И. А. Ефремова «Туманность Андромеды» посвящены подготовке и отправке тридцать восьмой звёздной экспедиции землян, первоначально планировавшейся в систему Омикрон² Эридана для изучения белого карлика. Исследование последнего представляется нашим потомкам настолько важным, что от посылки звездолёта в эту систему не отказываются даже после появления более значимых целей — начала освоения двух пригодных для обитания планет, вращающихся вокруг Ахернара (α Эридана), и исследования чужого звездолёта, найденного недалеко от Солнечной системы.
- В рассказе Пол Дж. Макоули «Крысы» (Rats of the System) действие происходит в 40 Эридана. В рассказе используется кратность системы, аппарат искусственного интеллекта занимается астроинженерией: ведёт работы, чтобы изменить орбиту красного карлика и столкнуть его с белым карликом[источник не указан 4425 дней].
- В романе Уильяма Кейта «Чёрное вещество» (цикл «Звёздный авианосец») в системе 40 Эридана А существует землеподобная планета под названием Вулкан. Это большая редкость в космосе, так как жизнь на поверхности Вулкана основана на тех же аминокислотах, что и жизнь на Земле.
- В романе Энди Вейера "Проект "Аве Мария" с планеты в системе 40 Эридана отправлена экспедиция к звезде Тау Кита. У цели единственный выживший член этой экспедиции встречает единственного выжившего члена экспедиции человечества с Земли. Они находят общий язык и вместе решают проблему угасания звезд в своих материнских системах. Любопытны перекрещивающиеся культурные отсылки: выбранная автором система во вселенной "звездного пути" - родина планеты Вулкан, в римской мифологии Вулкан - бог огня, покровитель ремесел и металлургии, а планета в системе 40 Эридана в романе имеет высокие атмосферное давление, температуру и гравитацию и её обитатели при во многом сходных с земным уровнем научных знаний имеют гораздо более развитые познания в материаловедении и технологиях создания и обработки материалов.